# 接線的発話
接線的発話（Tangential speech）または接線的思考（tangentiality）は、話し手の思考の流れが迷走し、焦点が欠如し、会話の最初の話題に戻らないコミュニケーション障害である。脱線（derailment）とは異なる。これは、統合失調症として知られる精神病の兆候として、認知症またはせん妄状態で、高不安を経験している状況で発生する傾向がある。これは語漏（logorrhea）ほど重症ではなく、認知症の中期段階に関連している可能性がある。しかし、話し手が迷走するが最終的には話題に戻る迂回性発話（circumstantial speech）よりも重症である。
右半球脳損傷のある一部の成人は、接線的発話を含む行動を示すことがある。これらの行動を示す人は、一見不適切または自己中心的な社会的反応、および語用論的能力の低下（適切なアイコンタクトや話題の維持を含む）などの関連症状も示すことがある。

## 定義
この用語は、簡単に言えば、談話の本題を無視した発話から示される思考障害を指し、人が話題について話している間に話題から逸脱する。さらに定義すると、最初は関連性のある質問への回答から逸脱するが、質問への直接的な回答には関係のない関連する話題への関連性から逸脱する発話である。会話または議論の文脈では、コミュニケーションは、その形式が適切な理解にとって不適切であるという点で効果がない反応である。その人の発話は、話している間の認知の発生中に何らかの形で自分の発話への注意が失われたことを示しているように見え、発声された内容が元の考えや質問を参照せずに思考を追うことになる。または、その人の発話は、直接的な回答を回避する質問への回答を提供することに決めたという点で回避的であると見なされる。

## 歴史
初期の現象学的記述（Schneider 1930;et al.）は、内容ではなく形式的特徴に基づいてさらに定義することを可能にし、臨床評価に依存する後の実践を生み出した（Andreasen 1979）。この用語は、質問に対する人の発話のみを指すように再定義され、類似の症状である連想の弛緩（loosening of association）および脱線（derailment）から定義を分離している（Andreasen 1979）。

## その他
統合失調症の診断のためのセントルイスシステムによると、接線的思考は診断前の低いIQと有意に関連している（AU Parnas et al 2007）。

## 関連ページ
- 失語症
- Theories of communication
- Circumstantial speech
- ハロルド・ラスウェル

## 参照
1. 1 2  Forensic Aspects of Communication Sciences and Disorders by Dennis C. Tanner 2003 ISBN 1-930056-31-1 page 289
2. 1 2  G. David Elkin (1999). Introduction to clinical psychiatry. McGraw-Hill Professional - 1999. ISBN 9780838543337 2012年1月17日閲覧。
3. ↑  Crash Course: Psychiatry by Julius Bourke, Matthew Castle, Alasdair D. Cameron 2008 ISBN 0-7234-3476-X page 255
4. ↑  Introduction to Neurogenic Communication Disorders by Robert H. Brookshire 1997 ISBN 0-323-04531-6 page 393
5. ↑  Perspectives on Treatment for Communication Deficits Associated With Right Hemisphere Brain Damage by Margaret Lehman Blake 2007 ISSN 1058-0360 page 333
6. 1 2  P. J. McKenna, Tomasina M. Oh  Schizophrenic speech: making sense of bathroots and ponds that fall in doorways - 210 pages. Cambridge University Press, 2005. (2005-02-17). ISBN 9780521810753 2012年1月12日閲覧。 ISBN 0-521-81075-2
7. ↑  Tali Ditman & Gina R. Kuperberg    Building coherence : A framework for exploring the breakdown of links across clause boundaries in schizophrenia. Martinos Center for Biomedical Imaging 2012年1月17日閲覧。
8. ↑  Howard H. Goldman 2000 -  Review of general psychiatry  - 583 pages A Lange medical book McGraw-Hill Professional, Retrieved 2012-01-17 ISBN 0-8385-8434-9
9. ↑  Jeffrey A. Lieberman, T. Scott Stroup, Diana O. Perkins 2011 Essentials of Schizophrenia  - 268 pages American Psychiatric Pub, 2 Jun 2011 Retrieved 2012-01-12 ISBN 1-58562-401-2
10. ↑  S.J.Wood, N.B.Allen & C.Pantelis  (Editors) 2009 - The Neuropsychology of Mental Illness Cambridge University Press Archived 2016-03-04 at the Wayback Machine. Retrieved 2012-01-17  ISBN 978-0-521-86289-9
11. ↑  Branca Telles Ribeiro  23 Jun 1994  - Coherence in psychotic discourse - 320 pages Oxford studies in sociolinguistics  Oxford University Press, Retrieved 2012-01-17  ISBN 0-19-506615-4
12. ↑  Stephens, J. H.; Astrup, C.; Carpenter Jr, W. T.; Shaffer, J. W.; Goldberg, J. (1982). “A comparison of nine systems to diagnose schizophrenia”. Psychiatry Research 6 (2):  127–43. doi:10.1016/0165-1781(82)90001-4. PMID 6953455.
13. ↑  Urfer Parnas, A.; Jansson, L.; Handest, P.; Nielsen, J.; Sæbye, D.; Parnas, J. (2007). “Premorbid IQ varies across different definitions of schizophrenia”. World Psychiatry 6 (1):  38–41. PMC 1805734. PMID 17342225.